# Jonny Otto
Jonathan Castro Otto (Vigo, Pontevedra, 3 de marzo de 1994), conocido deportivamente como Jonny Otto, es un futbolista español que juega como defensa y su equipo es el Deportivo Alavés de la Primera División de España.

## Trayectoria

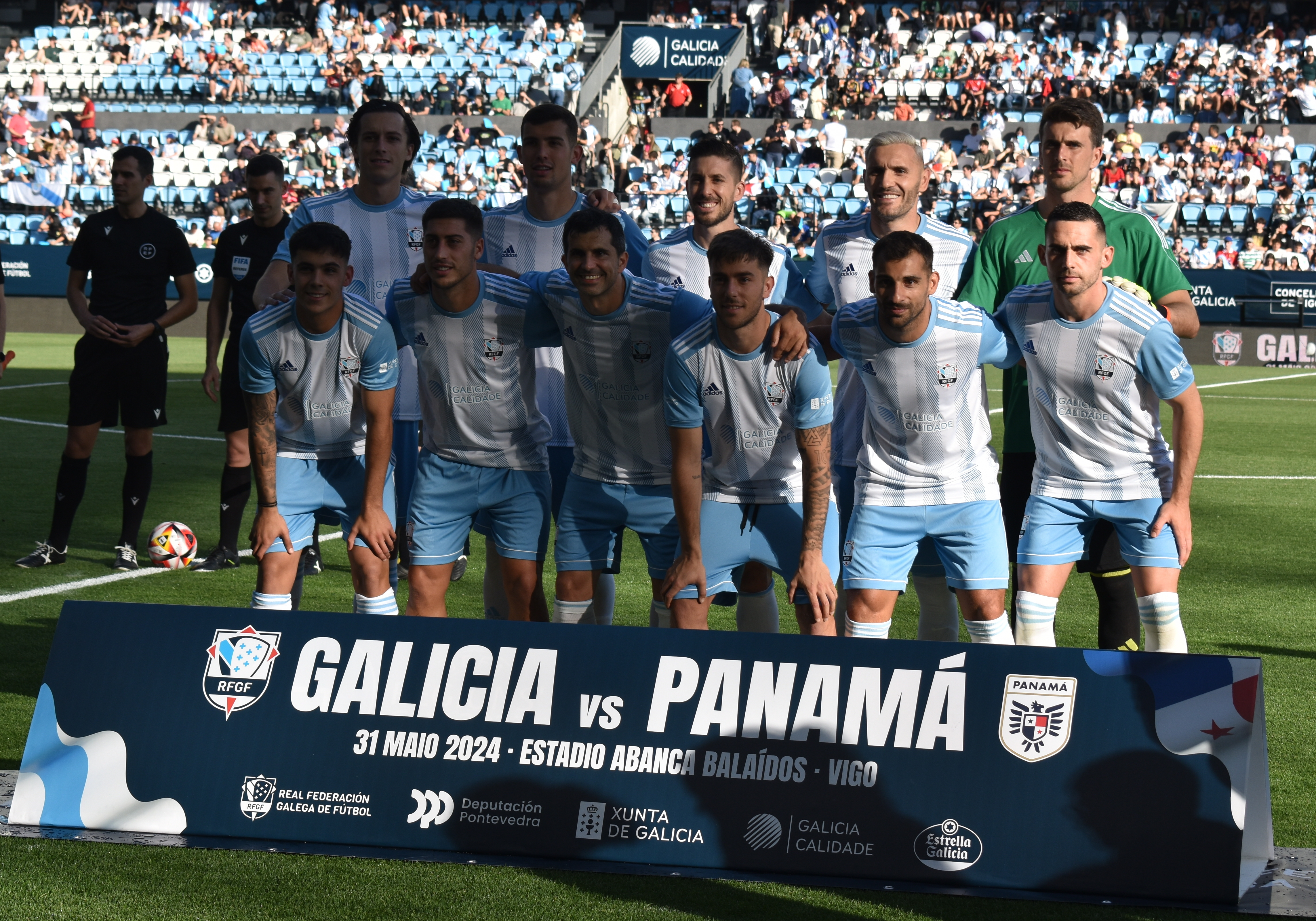
Fotografía grupal del Partido Galicia - Panamá en Balaídos.

### R. C. Celta de Vigo
Procedente del S. R. Casablanca (previo paso por el A. Matamá) en infantiles de primer año pasó a formar parte de las categorías inferiores del Real Club Celta de Vigo, debutó como futbolista profesional con el primer equipo en la tercera jornada de la temporada 2012-13 de la Primera División, partido que se saldó con una victoria del Celta frente al Osasuna por 2-0, esa misma temporada juega en el R. C. Celta de Vigo 19 partidos oficiales por la lesión de Hugo Mallo. Ese mismo verano es convocado con la selección española sub-20 para disputar el mundial de Turquía.
En la temporada 2013-14 llega su consagración en los campos de fútbol, tras un inicio de temporada en el que Luis Enrique no confía en él, Jonny consigue ganarse un puesto jugando en el lateral izquierdo tras sustituir a Toni, en el momento en el que coge el puesto no lo volverá a soltar hasta que acabe la temporada, disputando 26 partidos en liga y dos en copa, terminando además siendo escogido por la afición como mejor defensa del equipo y como jugador revelación de la plantilla. En los siguientes años mantuvo su puesto de titular en la defensa olívica alcanzando, a principios de 2018, los 200 encuentros oficiales con el club vigués.

### Atlético de Madrid
En julio de 2018 fichó por seis temporadas con el Club Atlético de Madrid por un montante en torno a los 7 millones de euros. La primera de las temporadas la pasaría cedido en el Wolverhampton de la Premier League.

### Wolverhampton Wanderers F. C.
Finalmente, el 31 de enero de 2019 el Wolverhampton lo adquirió en propiedad. Permaneció en el club hasta que en enero de 2024 llegó a un acuerdo para rescindir su contrato. Llevaba sin jugar desde septiembre y durante su estancia en Inglaterra participó en 134 encuentros en los que anotó seis goles.
A los pocos días de abandonar Wolverhampton, el PAOK de Salónica F. C. anunció su fichaje hasta junio de 2025. Cuando su contrato expiró, volvió a España para jugar en el Deportivo Alavés durante dos temporadas.

## Selección nacional

### Inferiores
Es internacional sub-21, además de haber jugado en la categoría sub-19 y sub-20 de la selección española. 

### Absoluta
En mayo de 2016 fue convocado por Vicente del Bosque a la concentración previa a la Eurocopa 2016, pero no asistió a tal llamada por motivos personales. El 4 de octubre de 2018 fue convocado por Luis Enrique para la selección absoluta para jugar dos partidos contra la selección de Gales y contra Inglaterra, debutando el día 11 del mismo mes ante la selección dirigida por Ryan Giggs.

## Estadísticas

### Clubes
Actualizado al último partido disputado en mayo de 2025.
| Club                                     | Div.          | Temporada     | Liga  | Liga  | Copas nacionales | Copas nacionales | Copas internacionales | Copas internacionales | Total | Total |
| Club                                     | Div.          | Temporada     | Part. | Goles | Part.            | Goles            | Part.                 | Goles                 | Part. | Goles |
| ---------------------------------------- | ------------- | ------------- | ----- | ----- | ---------------- | ---------------- | --------------------- | --------------------- | ----- | ----- |
| R. C. Celta de Vigo · España             | 2.ª B         | 2011-12       | 23    | 0     | ―                | ―                | ―                     | ―                     | 23    | 0     |
| R. C. Celta de Vigo · España             | Total club    | Total club    | 23    | 0     | 0                | 0                | 0                     | 0                     | 23    | 0     |
| R. C. Celta de Vigo · España             | 1.ª           | 2012-13       | 19    | 0     | 1                | 0                | ―                     | ―                     | 20    | 0     |
| R. C. Celta de Vigo · España             | 1.ª           | 2013-14       | 26    | 0     | 2                | 0                | ―                     | ―                     | 28    | 0     |
| R. C. Celta de Vigo · España             | 1.ª           | 2014-15       | 36    | 0     | 3                | 0                | ―                     | ―                     | 39    | 0     |
| R. C. Celta de Vigo · España             | 1.ª           | 2015-16       | 36    | 1     | 8                | 1                | ―                     | ―                     | 44    | 2     |
| R. C. Celta de Vigo · España             | 1.ª           | 2016-17       | 30    | 0     | 8                | 1                | 12                    | 0                     | 50    | 1     |
| R. C. Celta de Vigo · España             | 1.ª           | 2017-18       | 36    | 2     | 4                | 0                | ―                     | ―                     | 40    | 2     |
| R. C. Celta de Vigo · España             | Total club    | Total club    | 183   | 3     | 26               | 2                | 12                    | 0                     | 221   | 5     |
| Wolverhampton Wanderers F. C. Inglaterra | 1.ª           | 2018-19       | 33    | 1     | 6                | 0                | ―                     | ―                     | 39    | 1     |
| Wolverhampton Wanderers F. C. Inglaterra | 1.ª           | 2019-20       | 35    | 2     | 2                | 0                | 11                    | 0                     | 48    | 2     |
| Wolverhampton Wanderers F. C. Inglaterra | 1.ª           | 2020-21       | 7     | 0     | 1                | 0                | ―                     | ―                     | 8     | 0     |
| Wolverhampton Wanderers F. C. Inglaterra | 1.ª           | 2021-22       | 13    | 2     | 0                | 0                | ―                     | ―                     | 13    | 2     |
| Wolverhampton Wanderers F. C. Inglaterra | 1.ª           | 2022-23       | 18    | 1     | 5                | 0                | ―                     | ―                     | 23    | 1     |
| Wolverhampton Wanderers F. C. Inglaterra | 1.ª           | 2023-24       | 1     | 0     | 2                | 0                | ―                     | ―                     | 3     | 0     |
| Wolverhampton Wanderers F. C. Inglaterra | Total club    | Total club    | 107   | 6     | 16               | 0                | 11                    | 0                     | 134   | 6     |
| PAOK de Salónica F. C. · Grecia          | 1.ª           | 2023-24       | 12    | 0     | 2                | 0                | 4                     | 0                     | 18    | 0     |
| PAOK de Salónica F. C. · Grecia          | 1.ª           | 2024-25       | 22    | 0     | 1                | 0                | 12                    | 0                     | 35    | 0     |
| PAOK de Salónica F. C. · Grecia          | Total club    | Total club    | 34    | 0     | 3                | 0                | 16                    | 0                     | 53    | 0     |
| Deportivo Alavés · España                | 1.ª           | 2025-26       | 0     | 0     | 0                | 0                | ―                     | ―                     | 0     | 0     |
| Deportivo Alavés · España                | Total club    | Total club    | 0     | 0     | 0                | 0                | 0                     | 0                     | 0     | 0     |
| Total carrera                            | Total carrera | Total carrera | 347   | 9     | 45               | 2                | 39                    | 0                     | 431   | 11    |

## Palmarés

### Títulos nacionales
| Título              | Club                   | País   | Año  |
| ------------------- | ---------------------- | ------ | ---- |
| Superliga de Grecia | PAOK de Salónica F. C. | Grecia | 2024 |